# Otse
Otse är en ort (village) i distriktet South-East i södra Botswana. 